# IC 1947
IC 1947 је елиптична галаксија у сазвјежђу Часовник која се налази на листи објеката дубоког неба у Индекс каталогу.
Деклинација објекта је - 50° 20' 20" а ректасцензија 3h 30m 32,6s. Привидна величина (магнитуда) објекта IC 1947 износи 14,5 а фотографска магнитуда 15,5. IC 1947 је још познат и под ознакама ESO 200-30, PGC 13027.